# 派珀PA-28切诺基
派珀PA-28切诺基（Piper PA-28 Cherokee）是由派珀航空制造的两座以及四座轻型系列飞机，此類飛機专为飞行训练而设计。
第一架PA-28飛機于1960 获得美国联邦航空管理局的認證，该系列至今仍在生产中。当前型号有Warrior 、 Arrow和Archer TX 和 LX、 以及Pilot 100 和 i100。 Archer一度於2009年停产，但在公司所有权變更後，该型號飛機于2010年恢復生产。

## 外部鏈接
- 官方网站
- Piper Cherokee and Arrow Safety Highlights （页面存档备份，存于） – Aircraft Owners and Pilots Association
- Warrior used aircraft review by Tim Cole, AVweb